# リポーズ (病院船)
リポーズ (USS Repose, AH-16) は、アメリカ海軍の病院船。ヘヴン級病院船の1隻。

## 艦歴
マーリン・ビーバー (Marine Beaver) は1943年にペンシルベニア州チェスターのサン造船・ドライドック社で建造された。1944年8月8日にポーリン・P・マッキンタイア夫人によって命名、進水し、1944年9月14日に海軍によって取得された。ニューヨーク州ブルックリンのベスレヘム造船で病院船への転換作業が行われ、作業完了後1945年5月26日に艦長W・O・ブリトゥン大佐の指揮下就役した。
750床のベッド数を持つリポーズは1945年7月8日にノーフォークを出航、太平洋に向かう。傷病兵の輸送艦として太平洋の様々な港を訪問し、上海で基地病院船としての任務に従事した後青島に移動、中国北部の占領軍を支援した。リポーズは1949年7月までアジアに留まり、時折帰国した。なお、1945年9月16日夜に沖縄本島の南東海上で枕崎台風の目に入り、最低気圧856hPaを観測したとされる。当時のリポーズ号の新聞には、風速150ノット、気圧25.55水銀柱インチを記録したとの記述がある。ちなみに、最低海面気圧の公式な世界記録は1979年台風20号による870hPaである。その後1950年1月19日にサンフランシスコで予備役となる。
1950年8月26日にリポーズは再就役し、韓国の釜山に向かった。途中横須賀で海軍の乗組員を乗船させ、韓国海域で任務に従事、必要な場合は患者を日本の港に輸送し、1954年初めまで任務を継続した。途中1953年2月から3月までサンフランシスコで修理を行い、ヘリコプター着艦施設が装備された。任務完了後はロングビーチ海軍造船所に係留され、1954年9月27日にアメリカ海軍予備艦隊に移動、1954年12月21日にハンターズ・ポイント海軍造船所で退役した。

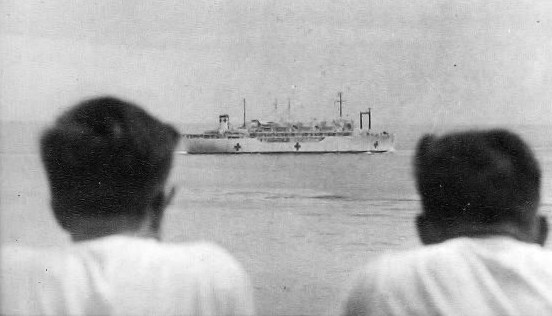
フォレスタルの火災事故におけるリポーズ、1967年

スイスン湾での11年近くの保管後、リポーズは1965年10月17日に再就役しベトナム戦争に従軍する。1966年1月3日にベトナム海域に到着、東南アジアに展開し「東洋の天使 Angel of the Orient」の愛称で呼ばれた。主として陸軍第1軍団の作戦管区で活動し、リポーズは9,000名以上の戦傷兵および24,000名の入院患者を手当てした。1967年に航空母艦フォレスタル (USS Forrestal, CVA-59) で火災事故が発生すると、リポーズはこれの救援任務に当たった。この事故では134名が死亡し161名が負傷した。リポーズは1970年3月14日にベトナムを離れ、1970年5月に退役、その後はロングビーチ海軍病院の別館として使用された。しかしながらこれは非経済的であることが判明し、1974年にスクラップとして売却された。
リポーズは朝鮮戦争の戦功で9個の、ベトナム戦争の戦功で9個の従軍星章を受章した。